# Dom Menandra

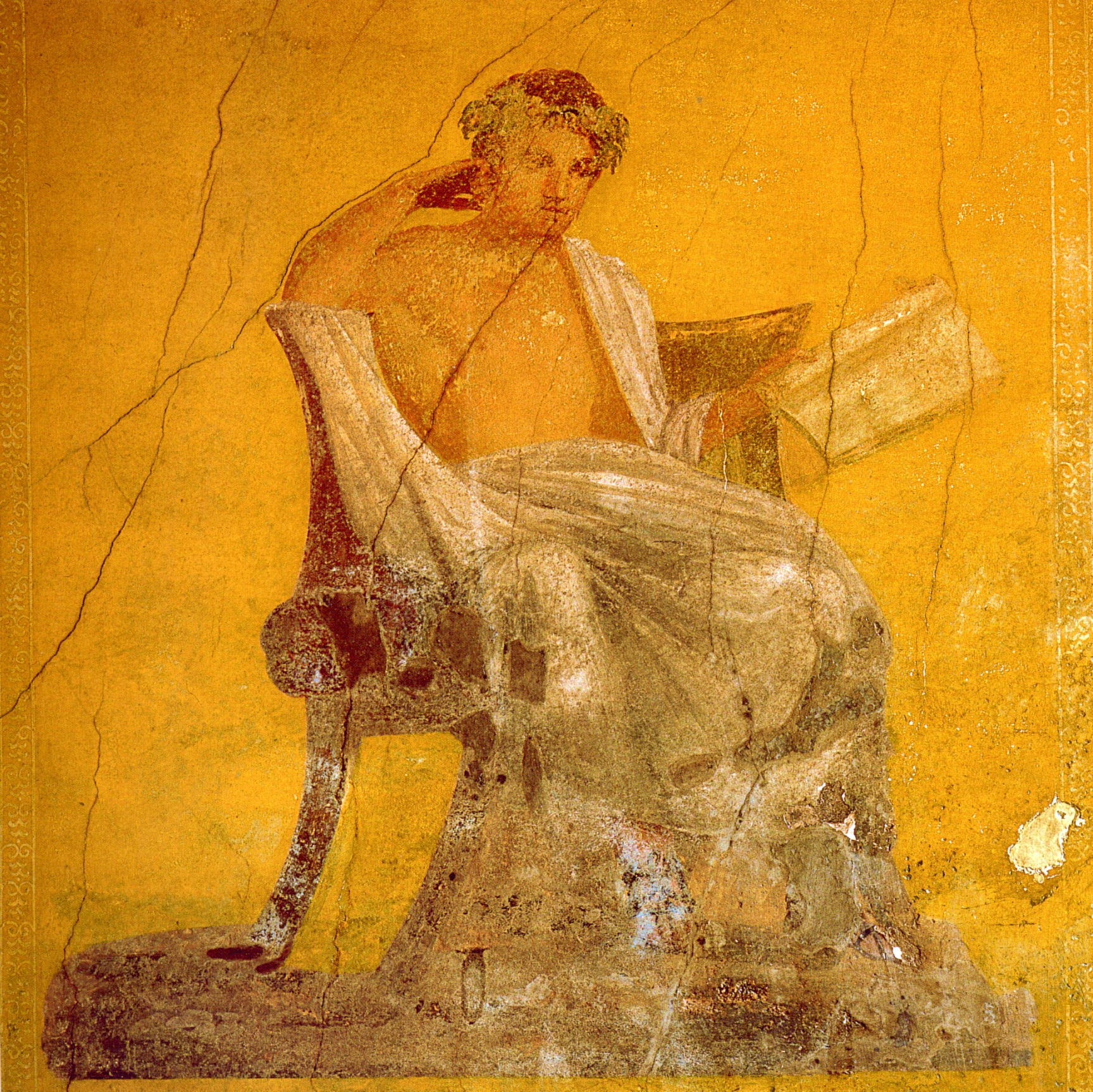
Fresk z wyobrażeniem Menandra

Dom Menandra – nazwa współczesna określająca pozostałości jednego ze starożytnych domus w Pompejach. 
Usytuowany na wprost Domu Fabii był jednym z największych domów mieszkalnych w mieście. Jego właścicielem był Kwintus Poppaeus, krewny drugiej żony Nerona Poppei Sabiny.
Środkową część budynku zajmowały pomieszczenia mieszkalne. Na prawo od perystylu usytuowano kuchnię z łazienką, a po lewej wielkie triclinium. Za nim znajdowała się część gospodarcza, z izbami dla służby, stajnią z podwórzem, ustępami i pomieszczeniami sklepowymi. Z boku znajdowało się mieszkanie zarządcy domu. Atrium ozdobiono freskami przedstawiającymi sceny polowania oraz pejzaże, z niewielką kapliczką w jego rogu, poświęconą larom. Salę przylegającą do atrium zdobiły trzy freski przedstawiające sceny z wojny trojańskiej: śmierć Laokoona i jego synów, Kasandrę ostrzegającą Trojan przed wprowadzeniem do miasta drewnianego konia, oraz Menelaosa z Heleną i uciekającą przed Ajasem Kasandrę.
Kolumny perystylu i umieszczone w jego tylnej ścianie półkoliste nisze odznaczają się bogatymi dekoracjami. Jedną z nich ozdobiono freskiem przedstawiającym Menandra z książką w ręku, od czego powstała nazwa budynku. Pozostałe zdobiono maskami teatralnymi, scenami łowów z Dianą i Akteonem oraz Wenus w małej świątynce. W jednej z nisz umieszczone były woskowe popiersia przodków właściciela domu. Na prawo od perystylu znajdowało się caldarium, bogato dekorowane malowanymi stiukami i mozaikami.
W pomieszczeniach piwnicznych tego domu odkryto w 1930 roku 114 przedmiotów wykonanych ze srebra oraz liczne monety.